# Куэцала-дель-Прогресо
Куэцала-дель-Прогресо (исп. Cuetzala del Progreso) — посёлок и административный центр одноимённого муниципалитета в мексиканском штате Герреро. Численность населения, по данным переписи 2010 года, составила 2 319 человек.